# Hugh Douglas, 1. Earl of Ormond

Familienwappen des Hugh Douglas, 1. Earl of Ormond

Hugh Douglas, 1. Earl of Ormond (* nach 1426; † kurz nach dem 1. Mai 1455) war ein schottischer Adliger.

## Leben
Er entstammte der „schwarzen Linie“ der Familie Douglas. Er war der vierte Sohn des James Douglas, 7. Earl of Douglas aus dessen Ehe mit Beatrice Sinclair, Tochter des Henry II. Sinclair, Jarl von Orkney.
1445 wurde er zum Earl of Ormond erhoben, und nahm als solcher erstmals am 3. Juli 1445 am schottischen Parlament teil.
1448 führte er eine schottische Armee in die Schlacht bei Sark, in der er ein englisches Heer unter Henry Percy, 2. Earl of Northumberland vernichtend schlug. Während sein ältester Bruder William Douglas, 8. Earl of Douglas 1450 eine Pilgerreise nach Rom unternahm, verwaltete Hugh dessen umfangreiche Ländereien.
Nachdem König Jakob II. von Schottland seinen ältesten Bruder 1452 auf Stirling Castle persönlich ermordet hatte, traten Hugh und seine Familie in offene Rebellion gegen den König. Diese mündete in die Schlacht von Arkinholm am 1. Mai 1455 in der die Douglas dem König unterlagen. Hugh wurde in dieser Schlacht gefangen genommen und kurz darauf wegen Hochverrats geächtet und hingerichtet.
Hugh hinterließ vermutlich einen Sohn, Hugh Douglas, der Dekan von Brechin Cathedral wurde.